# Ландыш серебристый
«Ла́ндыш серебри́стый» — российский художественный фильм режиссёра Тиграна Кеосаяна. Премьера картины состоялась 14 декабря 2000 года в московском кинотеатре «Пушкинский», затем прокат продолжился более чем в ста городах страны.

## Сюжет
Зоя Мисочкина, дочь провинциального сержанта милиции Евгения Мисочкина, мечтает стать певицей. Она отчаянно стремится в Москву, брать уроки пения, чтобы местный повар взял её певицей в привокзальный ресторан, но отец каждый раз снимает её с поезда и возвращает в родные Локотки.
После очередной неудачной попытки уехать в Москву судьба прямо в местном КПЗ сводит её с двумя московскими продюсерами, Лёвой Болотовым и Стасом Придорожным, которые только что расстались со своей подопечной, звездой Ирмой, и в результате выходки, вызванной запоем Левы, были задержаны за хулиганство.
Зоя помогает продюсерам выбраться из КПЗ и увязывается за ними в Москву. Первое время девушка отчаянно надоедает мужчинам, особенно Лёве, которого раздражает в Зое всё, а особенно запах её духов — «Ландыша серебристого». Но благодаря определённому стечению обстоятельств Стас и Лёва, услышав, как Зоя поёт, принимают решение заняться её раскруткой. Параллельно с этим Зоя влюбляется в Лёву, но тот после разрыва с бывшей женой Ирмой, ушедшей от него к Стасу, предпочитает мимолетные интрижки с женщинами, а Зоя оказалась для него лишь очередным приключением в постели.
Внезапно приехавший из Англии сын Ирмы и Стаса, студент по имени Людвиг (как назвать их будущего сына — «как собаку Ирмы» — предложил Лёва, заставший «любимого друга с любимой женой»), готов жениться на Зое, но она не воспринимает его всерьёз. В какой-то момент Зоя видит Лёву в объятиях молодой красотки и от обиды срывается в Локотки, прихватив с собой Людвига. Несчастны оказываются все: Зоя оплакивает свою любовь в кабине грузовика по пути в родной городок; Ирма плачет в своём дорогом авто, потому что её никто не любит; Лёва нервно курит и уже не обращает внимания на крики своей длинноногой пассии; Стас испытывает чувство вины перед Лёвой и Ирмой.
Фильм заканчивается тем, что Зоя, по сути, добилась, чего хотела с самого начала: она поёт в ресторанчике на вокзале станции «Локотки». Однажды допевая очередную песню, она внезапно видит за столиком усталого Стаса, а у края сцены — улыбающегося Лёву. Зоя возвращается к Стасу и Лёве, но через два года уходит к другим продюсерам.

## В ролях
- Александр Цекало — Лёва Болотов, музыкальный продюсер[5]
- Юрий Стоянов — Стас Придорожный, музыкальный продюсер[6]
- Олеся Железняк — Зоя Мисочкина, провинциальная девушка, ставшая «звездой»[7]
- Владимир Ильин[8] — сержант милиции Евгений Мисочкин, отец Зои
- Алёна Хмельницкая — Ирма, певица[9]
- Валерий Гаркалин — Роман Кромин[10]
- Даниил Белых — Людвиг
- Георгий Мартиросьян — возлюбленный Ирмы
- Олеся Судзиловская — Катя, блондинка
- Евгений Воскресенский — Сергей, журналист
- Роланд Казарян — звукорежиссёр
- Анна Маркова — журналистка
- Спартак Сумченко — бандит
- Тина Баркалая — женщина в клубе
- Алексей Гришин — пьяный парень
- Владимир Долинский — стоматолог / повар
- Виктория Толстоганова — девушка
- Виктория Романова — официантка
- Юлия Пивень — Люся
- Юрий Шумило — импресарио
- Авангард Леонтьев
- Тигран Кеосаян — посетитель в клубе

## Саундтрек[11]
| № п/п | Песня                | Исполнитель       |
| ----- | -------------------- | ----------------- |
| 1     | Без тебя             | Теона Контридзе   |
| 2     | Осень                | Теона Контридзе   |
| 3     | Не выходи из дома    | Леонид Агутин     |
| 4     | Соло (версия 1)      | Игорь Бутман      |
| 5     | Не жди меня          | Анжелика Варум    |
| 6     | Зачем тебе это надо? | Александр Буйнов  |
| 7     | Он связан            | Валерий Сюткин    |
| 8     | История              | Александр Цекало  |
| 9     | Лапочка              | Владимир Ильин    |
| 10    | Соло (версия 2)      | Игорь Бутман      |
| 11    | Цинандали            | Отпетые мошенники |
| 12    | Тема из фильма       | Сергей Терехов    |
| 13    | Без тебя (блюз)      | Теона Контридзе   |

## Награды
- В 2001 году фильм занял третье место на конкурсе Большого зрительского жюри кинофестиваля «Окно в Европу»[14][15].

## Продолжение
Через 4 года было снято продолжение фильма — сериал «Ландыш серебристый 2». 
В сериале встречаются многие персонажи их фильма: Лёва и Стас, Ирма, Людвиг, композитор Рома, журналист Сергей, а также Тигран Кеосаян играет роль бандита. В сериале больше не фигурирует персонажи Женя Мисочкин и Зои Мисочкиной (поскольку она через 2 года после событий первого фильма ушла к другим продюсерам). Каждая серия является самостоятельной законченной историей, посвящённой раскрутке главными героями новой звезды.